# Play5
Pour les articles homonymes, voir Cinq et Five.
Play5 (prononcé Vijf, « Cinq » en néerlandais) est une chaîne de télévision privée belge émettant principalement en Flandre et à Bruxelles. Créée en 2004, la « Cinq » appartient à SBS Belgium, filiale du groupe audiovisuel De Vijver Media, racheté par Telenet. Elle s'est précédemment appelé VijfTV jusqu'à 2012 puis Vijf jusqu'à 2021.

## Histoire
VijfTV fut créée le 1er octobre 2004 par SBS Belgium, vendu en 2007 à ProSiebenSat.1 Media. La chaîne ciblait alors le public féminin, âgé de 20 à 49 ans.
En janvier 2006, la chaîne doubla le nombre de ses émissions, et passa à une programmation 24h / 24. La diffusion de la série Amour, Gloire et Beauté, initialement diffusée sur Één puis sur VTM, a permis à VijfTV d'augmenter sa part de marché durant la tranche horaire d'avant-soirée.
Durant la diffusion de la Coupe du monde de football de 2006 sur Kanaal Twee et VT4, VijfTV proposa une contre-programmation destinée aux femmes. Le slogan de la chaîne était alors Vrouwen weten waarom - littéralement : Les femmes savent pourquoi -, clin d'œil au slogan Les hommes savent pourquoi de la marque de bière Jupiler, sponsor habituel du football belge.
Le 27 août 2007, l'habillage de la chaîne fut modifié : 15 nouveaux idents furent mis à l'antenne, et trois nouveaux speakers (Els Tibau, Sophie Dewaele et Gene Thomas) incarnèrent le renouveau de la chaîne et son ancrage dans le paysage audiovisuel flamand. D'autres « BV » - « Bekende Vlamingen », des « Flamands connus » - eurent également leurs propres émissions. En outre, VijfTV diffusait alors plusieurs séries étrangères telles que Grey's Anatomy, Private Practice et Sex and the City. Début 2009, la chaîne décida de remplacer ses speakers et speakerines par des voix off, pour assurer la présentation de ses programmes.
Le 27 septembre 2007, le groupe allemand ProSiebenSat.1 Media acquit SBS Broadcasting, pour la somme de 3,3 milliards €.
En janvier 2011, ProSiebenSat.1 décida de vendre ses activités de radio et de télévision en Scandinavie, aux Pays-Bas et en Flandre. Le groupe De Vijver Media (propriétaire de la maison de production Woestijnvis ainsi que RTL Group se montra intéressé par l'acquisition des chaînes VT4 et VijfTV, toutes deux aux mains de SBS Belgium. À la suite du retrait du groupe RTL le 19 avril 2011, De Vijver devint le propriétaire des deux chaînes le 20 avril 2011.
Parallèlement au relooking de VT4 en VIER, SBS Belgium opéra un changement d'identité de VijfTV. Ainsi, le 3 septembre 2012, la chaîne fut renommée Vijf, et son nouvel habillage mit les femmes à l'honneur. Son nouveau logo mentionne le nom de la chaîne en toutes lettres, et rappelle le chiffre 5 écrit « en bâtons » : chacune des lettres représentant un bâton vertical, tandis qu'un cinquième bâton vient barrer, en diagonal, les quatre bâtons verticaux.
Dans sa programmation, Vijf maintint plusieurs rendez-vous existant sur VijfTV, tels que les soirées « I love donderdagfilm » (littéralement « J'aime les films du jeudi ») et « Waargebeurd op maandag » (« La vérité du lundi »). La série Amour, Gloire et Beauté, un temps diffusée sur VT4, revint sur Vijf.
À la fin de l'année 2012, Vijf atteignit 6,4 % de part de marché sur les femmes de 20 à 49 ans. Au printemps suivant, le slogan « Zo Vijf » (« Tellement Cinq ») fut adopté, et un nouveau magazine intitulé « Shoot » fut lancé.
Le 13 juin 2014, Telenet devint l'un des trois actionnaires de De Vijver Media, en rachetant les actions détenues jusqu'alors par le groupe Sanoma. En 2018, Telenet a acquis les actions des deux autres actionnaires de De Vijver Media (Mediahuis et le duo Wouter Vandenhaute et Erik Watté), lui donnant ainsi le contrôle total de SBS Belgique.
Le 28 janvier 2021, Vier, Vijf et Zes deviennent Play4, Play5 et Play6, avec le lancement d'une quatrième chaîne Play7 le 2 avril 2021 dédié au public féminin. De plus, une nouvelle plateforme vidéo est lancée, nommé GoPlay (fusionnant vier.be, vijf.be et zestv.be),. Play est la marque flamande de divertissement de Telenet, utilisé pour ses produits TV Play More (pendant flamand de BeTV), Play Sports et Yelo Play (plateforme pour regarder Telenet TV sur différents appareils).

## Identité visuelle

### Logos
Le premier logo de la chaîne entre 2004 et 2012 est également décliné en bleu.

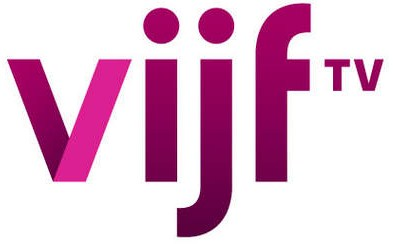
Logo de VijfTV du 1er octobre 2004 au 2 septembre 2012
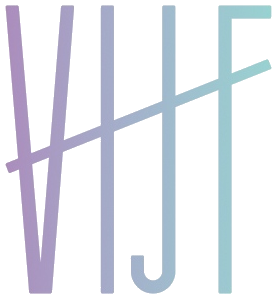
Logo de Vijf du 3 septembre 2012 au 29 août 2018.
Logo de Vijf du 30 août 2018 au 28 janvier 2021.
Logo de Play5 depuis le 28 janvier 2021.

## Diffusion
Vijf est diffusée sur les réseaux câblés flamands et bruxellois (Telenet, Numericable) ainsi que sur le bouquet satellite TV Vlaanderen Digitaal. La chaîne est diffusée dans toute la Belgique sur la plateforme Proximus TV.